# Delitto di Cori
Il delitto di Cori è un caso di duplice omicidio che avvenne la sera di domenica 9 marzo 1997 a Cori (Latina), quando i giovani fidanzati Elisa Marafini e Patrizio Bovi vennero ritrovati uccisi con 175 coltellate.
Nei mesi successivi, il delitto ebbe vasto clamore mediatico, suscitando un forte impatto emotivo in tutta Italia.
Colpevole di questo crimine fu ritenuto Marco Canale, che nei tre gradi di giudizio venne condannato a 30 anni di reclusione. Ne ha scontati 22 prima di essere rimesso in libertà.
La vicenda ha ispirato la trama di un romanzo di Antonio Pennacchi, scritto in due versioni.

## Storia
A Cori, piccolo paese della provincia di Latina, il 9 marzo 1997, in un’abitazione di Via della Fortuna, al 41, verso le 23:30, vennero ritrovati i cadaveri dell'operaio ventitreenne Patrizio Bovi, detto Gianni, appassionato di musica leggera e con piccoli precedenti per spaccio di droga, e della sua fidanzata, la studentessa diciassettenne Elisa Marafini. A scoprire i cadaveri furono il fratello quindicenne e il padre di lei, Angelo Marafini, maresciallo dei carabinieri in pensione assieme a Massimiliano Placidi, amico degli assassinati. Le vittime erano state uccise per  accoltellamento: 51 coltellate furono sferrate su Patrizio Bovi e 124 su Elisa Marafini. Come arma del delitto era stato usato un coltello da cucina che i carabinieri trovarono qualche giorno dopo in quella stessa casa, ripulito dalle impronte. 
Secondo la testimonianza di una famiglia polacca che abitava nelle vicinanze, durante il delitto, tra le 20:30 e le 21:00, l'assassino aveva alzato la musica dello stereo a tutto volume per non far sentire le grida delle vittime. La dinamica dovrebbe essere stata questa: dopo che le due vittime avevano cenato insieme al piano inferiore della casa, arrivò una persona che voleva parlare con Patrizio Bovi da solo; i due salirono al piano superiore e dopo una discussione l'assassino accoltellò ripetutamente Patrizio. Elisa Marafini, rimasta al piano inferiore, sentendo il trambusto tra la musica a tutto volume, salì di sopra e il carnefice infierì con maggiore ferocia anche su di lei.
Patrizio Bovi era un ragazzo originario della Campania che era stato adottato da una famiglia di Cisterna di Latina; pochi mesi prima della sua uccisione era andato ad abitare da solo a Cori Monte, dove aveva conosciuto Elisa Marafini con la quale si era fidanzato.
Nel primo pomeriggio del 9 marzo 1997 Elisa Marafini uscì dalla sua casa a Cori Valle, fu vista fare una telefonata da un telefono pubblico in un bar vicino alla sua abitazione, poi fare l'autostop al Ponte della Catena per raggiungere Cori Monte ed incontrarsi con Patrizio. Quella sera ella poté trattenersi oltre l'orario che le era consentito di rientrare (19:30) perché i suoi familiari erano fuori casa, come constatava telefonando frequentemente a casa sua col cellulare del suo fidanzato e non ricevendo risposte.
Il padre di Elisa, che non approvava la relazione amorosa della figlia, dopo essere rincasato con la famiglia ed aver cenato, non vedendola ancora rientrare, si allarmò e andò a cercarla, accompagnato da suo figlio. Non trovandola in giro per Cori e vedendo che a casa di Patrizio, in Via della Fortuna, non rispondeva nessuno, andò a casa di Massimiliano Placidi, informato da suo figlio che i due erano amici e sapendo dove abitava, ma non lo trovò. In seguito il padre di Elisa si procurò una scala (nella sua campagna) e tornò in Via della Fortuna per arrampicarsi su una finestra e dare un'occhiata all'interno della casa; qui incontrò Massimiliano Placidi che si offrì di salire sulla scala. Una volta arrampicatosi, Placidi vide dalla finestra i giubbotti dei due ragazzi all'interno dell'abitazione e che l'acquario di Bovi era spento, quando solitamente rimaneva acceso. Allora ruppe il vetro, entrò, aprì la porta di casa e fece entrare il padre ed il fratello di Elisa. Al secondo piano della casa trovarono in un lago di sangue i cadaveri di Elisa Marafini e di Patrizio Bovi: uno era nella camera da letto, un altro nel bagno.

## Le indagini
Le forze dell'ordine che indagavano sul delitto, escludendo l'ipotesi dell'omicidio - suicidio per mano di Patrizio Bovi, si concentrarono su due piste: lo spaccio di droga e il delitto passionale. Alcuni giorni prima al Bovi erano stati venduti 200 grammi di cocaina che venduta al dettaglio, avrebbe fruttato 40 milioni di lire.
L'atteggiamento di Angelo Marafini, che quella notte andò a rimettere la sua scala a posto prima di recarsi in caserma per gli interrogatori, insospettì gli inquirenti.
In particolare furono interrogate sette persone: oltre Angelo Marafini, Piero Agnoni, Marco Canale, suo fratello Massimo, suo padre Angelo, Massimiliano Placidi e Mauro Meloni che aveva venduto la cocaina a Gianni Bovi. Meloni fu arrestato per spaccio di droga, mentre Angelo e Massimo Canale furono denunciati per possesso illegale di armi. Il cerchio dei sospettati si ridusse ulteriormente; questi la sera del delitto erano stati invitati ad una festa da Patrizio Bovi nella sua casa, ma tutti declinarono l'invito.
Piero Agnoni era rimasto a casa con sua madre che confermò l'alibi.
Successivamente le attenzioni degli inquirenti si concentrarono su uno degli scopritori dei cadaveri dei fidanzatini, Massimiliano Placidi, 28 anni, aspirante infermiere, la cui forte amicizia con Patrizio Bovi era determinata dallo stesso destino di figlio adottivo: sui suoi pantaloni furono trovate alcune macchie rosse, venne quindi arrestato e tenuto in carcere per 24 giorni. Secondo l’accusa, sotto l’effetto della droga, sarebbe stato colto da un raptus di gelosia perché invaghito di Patrizio Bovi; a conferma di questa tesi c'era anche una lettera di Elisa Marafini che parlava di un amico geloso che si frapponeva tra lei e Patrizio Bovi. Il Placidi in un primo momento confessò, successivamente negò ogni accusa, sostenendo che nell'ora del delitto era nel suo studio, sotto la propria abitazione, a farsi la doccia e di essere stato costretto a confessare perché sottoposto a potenti pressioni psicologiche e a ricatti durante gli interrogatori, venendo perfino picchiato; in più giustificò quelle ipotetiche macchie di sangue sui suoi pantaloni, affermando che era normale essersi macchiato nel momento in cui trovò i cadaveri delle vittime. Tuttavia le macchie rosse sui suoi pantaloni e sul tappetino della sua doccia, dopo accurate analisi, risultarono essere solo muffa e ruggine e Placidi venne scarcerato. Al momento della scarcerazione Placidi lanciò accuse contro Angelo Marafini e i carabinieri e venne querelato.
Ad un altro amico della coppia uccisa, il trentenne Marco Canale, operaio di Cisterna, che mesi prima aveva abitato nello stesso appartamento del delitto, all'indomani dell’omicidio furono sequestrati i pantaloni, sui quali vennero trovate tracce ematiche compatibili con quelle delle due vittime: il 26 aprile 1997 venne arrestato. Neanche le analisi dei capelli che furono trovati sotto le unghie delle vittime, confrontate con il DNA degli indagati, stabilirono con esattezza un colpevole. Gli investigatori seppero che Canale, alcuni giorni prima del delitto, aveva litigato violentemente con Bovi perché gli doveva dei soldi, forse era un suo complice nel traffico di droga ed aveva partecipato ad un festino a casa dello stesso. L'incriminato negò ogni accusa nei suoi confronti, sostenendo che nel primo pomeriggio del 9 marzo si era fatto accompagnare in auto da Cisterna a Cori da alcuni amici (che andarono subito via) e di non essere stato a casa di Bovi, di aver più volte provato a chiamare col cellulare i propri familiari, di essere sceso da Cori Monte a Cori Valle a piedi poco dopo le 16:00, di aver raggiunto il podere del nonno, dove aveva consumato uno spinello, di aver fatto l'autostop alle 18:00 per tornare a Cisterna, al quartiere San Valentino; da lì chiese un altro passaggio ad una coppia di conoscenti (che confermarono) per recarsi a casa sua al centro di Cisterna ed esserci arrivato alle 18:40. Qualcuno vide Canale alle 21:00 nel balcone di casa. Per il sostituto procuratore Gregorio Capasso, che dirigeva le indagini, c'erano elementi sufficienti per arrestare Canale due giorni dopo il delitto; egli fu salvato da cinque testimoni, i quali assicurarono che i due fidanzati erano vivi intorno alle 20:00, quando Canale aveva un buon alibi: era stato fermato da una pattuglia dei Carabinieri. La sua posizione sembrava farsi meno delicata con l'arresto di Placidi, fin quando il 23 aprile ipotizzarono che le macchioline sui suoi pantaloni avrebbero potuto essere sangue delle vittime; così accertò il Cis dopo le analisi ed informò il magistrato.

## I processi
A sorpresa durante il processo l’imputato Marco Canale dichiarò di essere stato due volte nell'appartamento di Via della Fortuna a metà pomeriggio di quel 9 marzo: la prima volta non entrò, più tardi, trovando aperta la porta, lo fece e vide Patrizio Bovi ed Elisa Marafini già morti, poi scappò via senza avvisare nessuno, ma ben 7 testimoni lo smentirono, dichiarando di aver visto le due vittime camminare in Piazza Signina a Cori Monte verso le 19:30. Più di qualche testimone dichiarò inoltre di aver visto un uomo dell'altezza di Marco Canale gettare un sacco dei rifiuti in un cassonetto vicino a Via della Fortuna il pomeriggio del 9 marzo intorno alle ore 18:20, cioè quando l'imputato sosteneva di essere a Cisterna. A casa di Patrizio il secchio dell'immondizia fu trovato senza busta. Neanche lo zainetto che aveva sulle spalle Elisa Marafini fu più trovato. 
A causa delle prove schiaccianti (le macchie di sangue sui pantaloni e le testimonianze) Marco Canale venne condannato in Primo Grado di giudizio a 30 anni di reclusione nel dicembre 1998 con risarcimento di 250 milioni di lire alla parte civile, rappresentata dalla famiglia di Elisa Marafini. La pena venne confermata dalla Corte d’Appello e da quella di Cassazione.
Nel 2019, dopo oltre 22 anni di reclusione, Marco Canale esce dal carcere definitivamente, grazie ad uno sconto di pena per l'indulto e per buona condotta.

## Influenze nella cultura di massa
Antonio Pennacchi nel 1998 scrisse il romanzo Una nuvola rossa, in cui narrava una vicenda ispirata al delitto dei fidanzatini di Cori. Nel 2018, a distanza di 20 anni, Pennacchi ha riscritto il romanzo, cambiandone il finale, pubblicato da Mondadori con il nuovo titolo Il delitto di Agora. Una nuvola rossa.
Al delitto di Elisa e Patrizio è stata dedicata un'intera puntata della seconda stagione di Blu notte - Misteri italiani, condotta da Carlo Lucarelli e andata in onda in prima visione su Rai 3 il 2 giugno 1999.